# Roselle (Nova Jersey)
Roselle és una població dels Estats Units a l'estat de Nova Jersey. Segons el cens del 2009 tenia 20.655 habitants.

## Demografia
Segons el cens del 2000, Roselle tenia 21.274 habitants, 7.520 habitatges, i 5.226 famílies. La densitat de població era de 3.111,3 habitants/km².
Dels 7.520 habitatges en un 32,2% hi vivien nens de menys de 18 anys, en un 45,3% hi vivien parelles casades, en un 18,8% dones solteres, i en un 30,5% no eren unitats familiars. En el 25,2% dels habitatges hi vivien persones soles el 9,9% de les quals corresponia a persones de 65 anys o més que vivien soles. El nombre mitjà de persones vivint en cada habitatge era de 2,82 i el nombre mitjà de persones que vivien en cada família era de 3,41.
Per edats la població es repartia de la següent manera: un 25,5% tenia menys de 18 anys, un 9,4% entre 18 i 24, un 30,8% entre 25 i 44, un 22,2% de 45 a 60 i un 12% 65 anys o més.
L'edat mediana era de 35 anys. Per cada 100 dones de 18 o més anys hi havia 82,8 homes.
La renda mediana per habitatge era de 51.254 $ i la renda mediana per família de 58.841 $. Els homes tenien una renda mediana de 37.604 $ mentre que les dones 32.535 $. La renda per capita de la població era de 21.269 $. Aproximadament el 5,8% de les famílies i el 7,5% de la població estaven per davall del llindar de pobresa.

## Poblacions més properes
El següent diagrama mostra les poblacions més properes.